# Alex Newsome
Pour les articles homonymes, voir Newsome.

a Compétitions nationales et continentales officielles uniquement.

b Matchs officiels uniquement.
Dernière mise à jour le 9 juillet 2023.
Alex Newsome, né le 20 janvier 1996 à Glen Innes (Australie), est un joueur de rugby à XV australien évoluant aux postes d'ailier, centre ou arrière. Il joue avec le club français de l'ASM Clermont en Top 14 depuis 2022.

## Carrière

### En club
Alex Newsome naît et grandit à Glen Innes dans la région rurale de Nouvelle-Angleterre, au nord de l'État de Nouvelle-Galles du Sud. Il grandit dans la ferme de ses parents, et pratique dans un premier temps les sports équestres tel que le Campdrafting (en) ou le Bronc riding. Il pratique également le rugby à XV et à XIII en hiver.
À l'adolescence, il est scolarisé au Saint Joseph's College à Hunters Hill dans la banlieue de Sydney, résidant la semaine à l'internat. Il joue au rugby à XV avec l'équipe de l'établissement,.
Après le lycée, il continue de jouer au rugby avec le club d'Eastern Suburbs en Shute Shield,. Il joue également avec l'équipe des moins de 20 ans de la franchise des Waratahs,.
En 2016, il est retenu dans l'effectif de l'équipe des NSW Country Eagles en National Rugby Championship (NRC). Il joue son premier match professionnel le 27 août 2016 contre Brisbane City. Il dispute huit rencontres lors de la saison, et inscrit trois essais.
Après cette première saison en NRC, il rejoint l'effectif élargi de la franchise de la Western Force, en préparation de la saison 2017 de Super Rugby. Se montrant convaincant lors des matchs amicaux, il obtient rapidement un contrat professionnel avec l'équipe,. Il joue son premier match en Super Rugby le 2 mars 2017 contre les Queensland Reds. Après une saison où il joue treize rencontres au poste d'ailier, et inscrit cinq essais, il prolonge son contrat pour deux saisons de plus,. Toutefois, à la fin de cette même saison, la Western Force est retirée du Super Rugby en raison du manque de résultat, et il est contraint de partir.
Newsome fait alors son retour à Sydney avec les Waratahs pour la saison 2018,. Recruté pour jouer à l'aile, il joue essentiellement à ce poste lors de ses deux premières saisons,. En 2019, il prolonge son contrat pour deux saisons supplémentaires. À partir de la saison 2020, il est davantage utilisé au centre, mais continue d'évoluer occasionnellement à l'aile et à l'arrière. Il devient le vice-capitaine des Waratahs à partir de la saison 2020,. Il est de ce fait occasionnellement le capitaine de son équipe, dont la première fois se produit en juillet 2021.
En 2022, après cinq saisons aux Waratahs, il est annoncé qu'il rejoint le club français de l'ASM Clermont en Top 14 pour un contrat de deux saisons,. Lors de sa première saison, il s'impose comme l'arrière titulaire de l'équipe auvergnate, devançant des joueurs comme Cheikh Tiberghien.

### En sélection
Alex Newsome joue avec l'équipe d'Australie des moins de 20 ans en 2015, et dispute dans un premier le championnat d'Océanie. Il joue ensuite le championnat du monde junior en Italie Il dispute deux matchs lors du tournoi.

## Palmarès
- Finaliste du National Rugby Championship avec les NSW Country Eagles en 2016.